# 아노프롤레피스속
아노프롤레피스속(Anoplolepis)은 개미과에 속하는 개미의 한 속으로, 큰턱에 이가 8개이고 더듬이의 마디 수가 11개이다.

## 참고
- ITIS: Anoplolepis species list (2001)